# Агрувијум
Агрувијум (или Акрувијум, од грчког „Hakruion“) је било римско урбано насеље на подручју данашњег црногорског приморја. О његовом постојању имају мањи писани трагови, а нису ни откривени остаци на терену.
Прве помене овог насеља налазимо код историчара Ливија, Плинија Старијег и Птолемеја. Име илирског племена Агравонити, које наводи Ливије, може се довести у везу са именом овог града. Плиније Старији га помиње као „Acriun“, а Птолемеј у грчкој транскрипцији.

## Локација града
Сами помени овог града нијесу омогућили утврђивање његове локације. Мишљења историчара, археолога и лингвиста су подељена. Истраживачи се слажу да се град налазио на простору између Рисна и Будве. Према старијој тези, Агрувијум је смештен и тражи се на месту данашњег Котора, далеко од линије морске обале. Присталице друге тезе претпостављају да се овај град налазио ближе линији морске обале, на територији некадашње Грбаљске жупе.

### Старија теорија
Више разлога опредељује заговорнике за тражење Агрувијума на простору данашњег Котора. Пре свега, континуитет живота насеља, заштићеност и географски положај, а затим средњовјековно име Котора Ascruvium. Антички извори и подаци које они пружају, епиграфски споменици и налази приликом ископавања на локалитету у предграђу Шурањ. Ако бисмо суптилнијом анализом пришли овим чињеницама, дошли бисмо вероватно до претпоставке која Агрувијуму отвара простор на месту данашњег Котора. Континуитет насеља је веома важан фактор. Он се може пратити и код осталих анитичких градова на Црногорском приморју: Rizinium – Рисан, Butua, Будва, Olcinium – Улцињ.
Будући да је град Котор још у раном средњем веку постао најзначајнији центар на данашњем Црногорском приморју, могло би се претпоставити да је поникао на темељима неког старијег насеља са дужом урбаном традицијом, у овом случају Агрувијума. У подизању тог, првог насеља, свакако је одлучујућу улогу одиграо природни положај которске тврђаве Свети Иван (San Giovanni). Она се уздиже на стрмој стени чија је висина око 260 метара, а која доминира уским троугластим простором средњовековног града. Још једна претпоствака би могла ићи у прилог овој тези. Которски грађани су се у средњем веку са поносом називали „cives Ascrivienses“, а свој град су звали, Ascrivium.
Када су у питању помени Агрувијума, или Acruiuma, код античких писаца, узима се као веродостојан редослијед низања античких насеља од Epidaurusa до Olciniuma. Rhizinium - Acruium - Butua (Плиније), односно Risinon - Acrouion - Boudoua (Птолемеј). Ако се зна да је једино веће насеље с траговима античког живота између Рисна и Будве, Котор, онда та чињеница иде у прилог тези да би град Агрувијум требало тражити на месту данашњег Котора. Даље, у писаним изворима се овако очитује лоцирање Агрувијума.
Тит Ливије (59. п. н. е. до 17. не.) у својој Историји („T. Livius ad urbe condita libri CXLII“), описујући борбе Римљана и Илира, спомиње Агравоните, сигурно назване тако по територији коју су насељавали, у истом духу спомињући и Ризоните и Олцинате (Agravonitas et Rhaonitas et Olcinatas). И то је први писани извор у ком се спомиње народ Агравонита. Per analogiam са Ризонитима и Олцинатима, за које се зна да су били становници старог Рисна и Улциња, може се претпоставити да су Агравонити становници Acruviuma, града у Боки которској.
Први од латинских писаца који спомињу Acruvium је Плиније Старији (23/24. - 79. не.), аутор чувених дјела „Naturalis historiae, libri VIII“ и „Naturalis historiae, libri XXXVII“. У трећој књизи првог дела, међу муниципијумима на јужном Јадрану набраја Acruium: „Ad Epidauro sunt oppida civium Romanorum: Rhizinium, Acruium, Butuanum, Olcinium“... У овом извору Acruium се спомиње као град између Рисна и Будве, што има посебну важност, с обзиром на ред набрајања класификације насеље (oppidum).
Од грчких писаца, који су писали о крајевима између Неретве и Бојане, Агрувијум први помиње Клаудије Птолемеј (117—138. или 161-180. У својој Geographike yphegesis у осам књига, од којих су књ. II до VII географске таблице и карте, он ниже насеља од Епидаурума до Будве овим редом: » (Цавтат), Risinon (Рисан), Akrouion (Acruium), затим Rizonikos Kolpos (Рисански залив), послије кога долази Boduoa (Будва). Први грчки назив Acruium, сачуван у писаним изворима, гласи Акроуион, што је посебно значајно за истраживање етимологије назива.
Против убицирања Acruviuma на мјесту данашњег Котора говори више доказа: значење имена изведеног из agr- (agros, ager) у супротности је са претпоставком према којој би се Acruvium могао налазити на малом и скученом терену на коме се касније развио Котор (Мауер), затим, римски натписи нађени у Боки которској не доказују да је ту био Acruvium, пошто су, напросто пренесени и узидани споља у неке куће, а ни средњовјековни извори Ravennatis, Порфирогенит и Поп Дукљанин не указују на везу између Acruviuma и Декатере.

### Новија теорија
За лоцирање Агрувијума у заливу Траште, у близини Будве, тачније на простору који захвата Грбаљско поље, одлучио се најприје немачки географ Киеперт. У свом атласу тај географ ставља Acruvium у близини луке Траште. Као аргумент за то он узима повољан положај ове луке за склањање бродова, у случају великих бура. Историчари Боке которске били су спремни да у пронађеним предметима из римске прошлости на овом тлу, нађеним по Брду, Превлаци и Грбљу, пронађу потврду фантастичним причама о потонулим и порушеним градовима на овом простору. Милер с Агрувијумом упоређује Груду у Конавлима, Оберхуммер стваља Acruvium на мјесто данашњег Херцег Новог, а В. Клаић га, опет, налази у луци Траште.
Но, најозбиљније оправдање Киепертове локације чини А. Мауер. Он каже да, иако није могуће одредити тачан положај Агрувијума, ипак га треба потражити негдје „око Трашта“. Тим прије што близина тога мјеста Грбаљском пољу, чије име према њему рјешава проблем, најбоље и одговара. Он изводи каснији облик Acruvium од Ливијевих Агравонитае, имена племена које је, заједно са Ризонитима и Олциниатима, насељавало подручје Бока которске и Улциња.
Према Мауеровој хипотези, класични облик Agruvium (од Agrovonitae) могао се временом у вулгарном латинском измијенити у Agrubio. У наставку даље вулгаризације, мишљења је Мауер, отпало је почетно А, па је тако остао облик Grubio. Тај посљедњи, преостали облик, изговара се Грбјо, Грбљо, односно Грбаљ, какав је данашњи облик изговора.
Почетни облик припада индоевропској основи agr- (гр. agros, лат. ager), а то значи „поље“. Даља неслагања се продубљују када Мауер тврди да се под именом „поље“, треба подразумевати у почетном облику искључиво „равница горовите Боке“, која се и данас назива Грбаљско поље. Искључујући сваку даљу могућност значења назива „поље“, а у вези са именом Agravonitae - Acruvium осим Грбља, он у потпуности прихвата ону коју је о убикацији овог града дао Киеперт (Formae urbis antiquae, tab XVII).
Ако би се држали Мауерове тезе, значење Агрувијума, било би „Град у пољу“, па Грбаљско поље својом ширином и положајем пружа све претпоставке за постојање једног таквог града управо на таквом простору.